# Угамский хребет
Уга́мский хребе́т (каз. Өгем, Өгем жотасы, узб. Ugom tizmasi, Угом тизмаси) — горный хребет в системе Западного Тянь-Шаня, расположенный на границе Казахстана и Узбекистана. Отходит на юго-запад от Таласского Алатау, является водоразделом бассейнов Арыси и Пскема.
Протяжённость хребта составляет 115 км. Наивысшая точка (гора Сайрам) расположена на высоте 4238 м (по другим данным — 4299 м). Угамский хребет сложен, в основном, осадочными породами (в частности, известняками) и гранитоидными интрузиями. В известняках выражены карстовые образования. На склонах гор среди флоры преобладает эфемероидная (субтропическая) полупустынная и степная растительность, в долинах — лиственные леса, в высокогорье — лугостепи и альпийские луга.
C Угамского хребта стекают реки Угам, Наувалысай. На части Угамского хребта расположен Аксу-Джабаглинский заповедник